# توم دوان
توم دوان (بالإنجليزية: Tom Dwan)‏ هو لاعب بوكر أمريكي، ولد في 30 يوليو 1986 في إديسون ‏ في الولايات المتحدة.